# Еупнеја
Еупнеја (лат. eupnea) је тихо, неусиљено, мирно или нормално дисање, са 12 до 16 удисаја у минути. Број удисаја је већи код деце а мањи у одраслих, старијих особа. Однос између нормалног дисања и срчаног циклуса је 1:4, и константан је код сваке особе. При нормалном дисању вентилација плућа је око 500 ml у миру.

## Основне информације
Дисање је критично, сложено и високо интегрисано понашање. Нормално ритмичко дисање, које се такође назива еупнеја, испресецано је различитим понашањима везаним за дисање. Респираторне неуронске мреже код кичмењака у стању су да генеришу различите ритмичке обрасце ин виво, што доводи до биолошке разноликости еупнеичних образаца, као и до животно опасних диспнеичних образаца. 
Уздисање је једно од таквих понашања, неопходно за одржавање ефикасне размене гасова спречавањем постепеног колапса алвеола у плућима, познатог као ателектаза. Критичан за стварање и уздисања и еупнеичног дисања је регион медуле познат као пре Ботзингеров комплекс.

### Неуробиолошки механизми еупнеје
Еупнеја се најбоље посматра као скуп респираторних стратегија које спречавају потенцијалну диспнеју, а главни (а можда и једини) критеријум за дефиницију је да еупнеја омогућава преживљавање. Специфични критеријуми се затим могу извести из физиолошке идентификације неуробиолошких механизама који леже у основи идентификованих диспнеичних образаца, преувеличавањем (про-диспнеични механизми) или њиховим потискивањем (анти-диспнеични механизми).
Пошто је еупнејаа витална и једна од главних мета еволуционог притиска, сматра се да је идентификација неуронских система повезаних са диспнејом важна за разумевање нормалне биолошке организације респираторног неуронског система.

### Карактеристике нормалног (еупнојичног) и патолошког дисања
| Параметар   | Нормално дисање | Патолошко дисање                    |
| ----------- | --------------- | ----------------------------------- |
| Фреквенција | 12-16/минути    | Брадипнеја, тахипнеја, апнеја       |
| Ритам       | Уједначен       | Изражено неправилно                 |
| Дубина      | Уједначена      | Површно, продубљено, плитко         |
| Чујност     | Тихо            | Свирање, стридор, стругање, нечујно |

## Фреквенција нормалног дисања
| Старост                                                 | Удисаја у минути           |
| ------------------------------------------------------- | -------------------------- |
| Новорођена деца                                         | 40-50                      |
| Одојчад (0 - 1 год.)                                    | 23 - 39                    |
| Предшколска деца (1 - 6 год.)                           | 21 - 28                    |
| Школска деца (у пубертету)                              | 18 - 24                    |
| Адолесценти                                             | 16 - 19                    |
| Одрасли људи                                            | 10 - 20 (просечно 12 - 16) |
| Одрасли у току тешког физичког рада или бављења спортом | 35 - 40                    |
| Врхунски спортисти                                      | 60 - 70                    |